# Cacahuatal
Cacahuatal är en ort i Mexiko.   Den ligger i kommunen San Lucas Ojitlán och delstaten Oaxaca, i den sydöstra delen av landet, 300 km sydost om huvudstaden Mexico City. Cacahuatal ligger 111 meter över havet och antalet invånare är 434.
Terrängen runt Cacahuatal är varierad. Runt Cacahuatal är det ganska glesbefolkat, med 39 invånare per kvadratkilometer. Närmaste större samhälle är San Lucas Ojitlán, 11,9 km nordost om Cacahuatal. I omgivningarna runt Cacahuatal växer i huvudsak städsegrön lövskog.